# Robert Purvis
Pour les articles homonymes, voir Purvis.
Robert Purvis, né le 4 août 1810 à Charleston dans l'État de la Caroline du Sud et mort le 15 avril 1898 à Philadelphie dans l'État de la Pennsylvanie est un Américain connu pour son activité politique d'abolitionniste et qui a lié l'émancipation des Afro-Américains à celle des femmes.

## Biographie

### Jeunesse et formation
Robert Purvis est le deuxième des trois fils de William Purvis, un marchand de coton britannique, et d'Harriet Judah, une Afro-Américaine libre, fille de Dido Badaraka et d'Aaaron Judah de confession juive d’origine marocaine. Le couple donne naissance à trois fils William en 1806, Robert en 1810 et Joseph en 1812,. 
William Purvis enseigne à ses enfants une culture abolitionniste, notamment en donnant des livres traitant de cette question

#### Installation à Philadelphie
En 1819, alors que Robert Purvis a neuf ans, son père emménage avec sa famille à Philadelphie,. 

#### Scolarité
Robert Purvis suit sa scolarité à la Clarkson School fondée par la  Pennsylvania Abolition Society. Après ses études secondaires, il est accepté en 1826 au Amherst College de Amherst, dans le Massachusetts mais il est renvoyé au bout d'un semestre, à la suite d'une plaisanterie de mauvais goût faite avec Samuel Colt lors de la fête nationale du 4 juillet, il doit finir des études au Berkshire Gymnasium de Pittsfield ville du Massachusetts,. 

#### Héritages
En 1826, William Purvis atteint par le typhus, décède laissant un héritage d'un montant de 200 000 $ à ses fils. En 1828, William le frère aîné de Robert Purvis décède des suites de la tuberculose, son héritage revient à ses deux frères survivants Joseph et Robert, ce dernier va savoir faire fructifier son argent et va consacrer sa fortune à la cause abolitionniste,,.

### Carrière

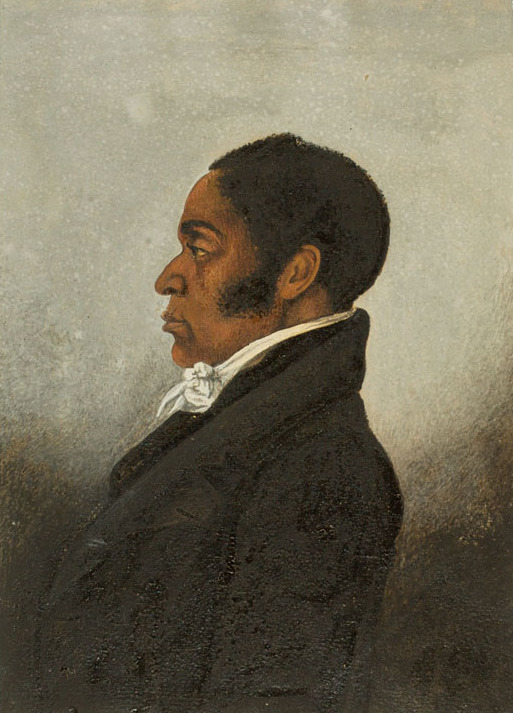
James Forten.

#### L’alliance avec la famille de James Forten

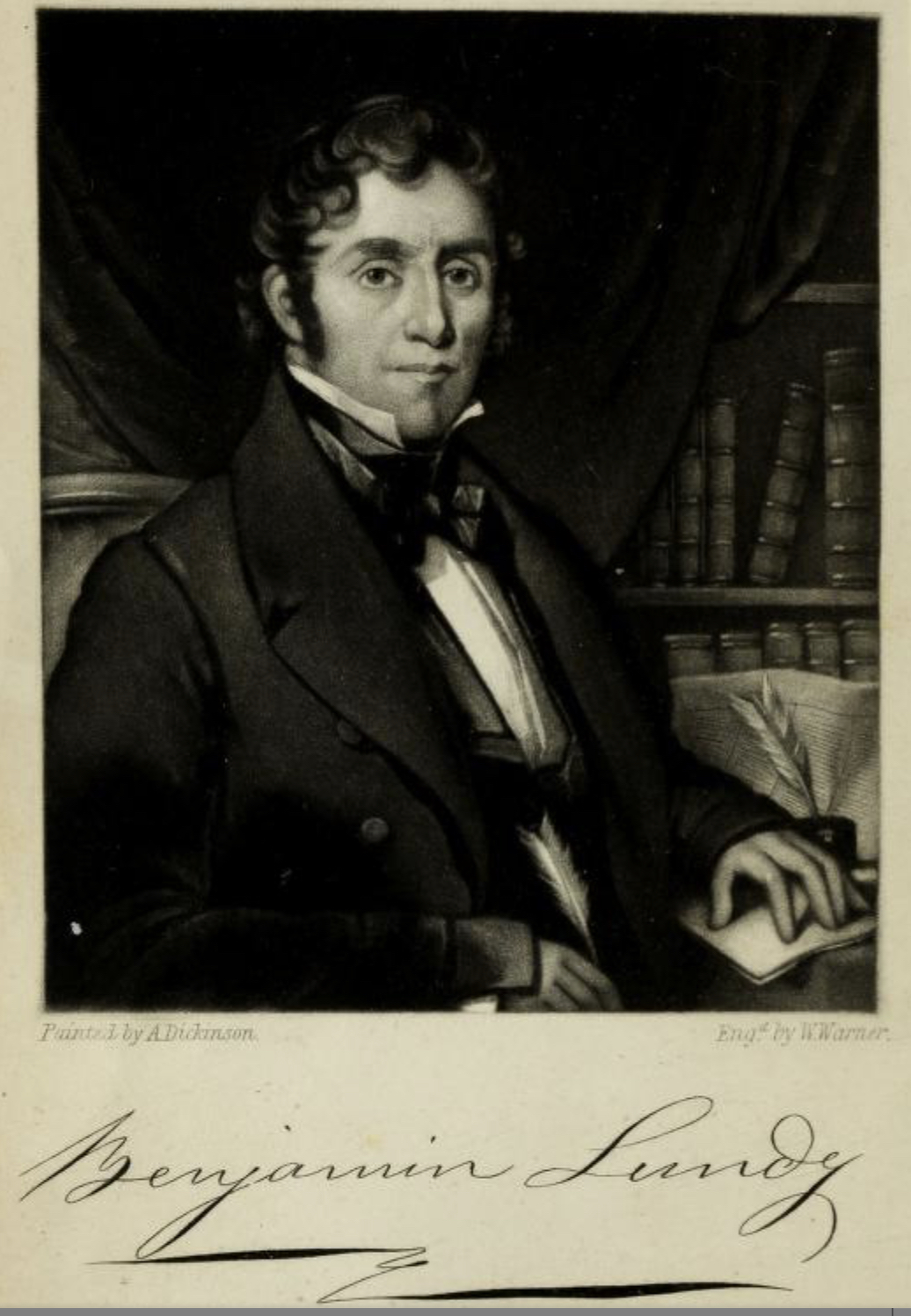
Portrait de Benjamin Lundy.

En 1830, lors d'une convention abolitionniste, Robert Purvis fait la connaissance de Benjamin Lundy, personnage qu'il vénérera durant toute sa vie, personnage qui l'a convaincu de vouer sa vie à des réformes sociales.
Alors qu'il aurait pu très facilement, grâce à sa couleur de peau se faire passer pour un blanc, Robert Purvis est toujours fier de citer en toutes circonstances son ascendance africaine.
Robert Purvis épouse les positions de James Forten, une des figures majeures de la communauté afro-américaine de Philadelphie et pionnier des droits civiques,.
En 1831, éclate l'insurrection sanglante d'esclaves menée par Nat Turner, elle-même suivie par une répression tout aussi sanglante, à la suite de quoi des lois vont durcir le contrôle des Afro-américains qu'ils soient esclaves ou libres. C'est dans ce contexte que des notables blancs de Philadelphie proposent que le Congrès vote une loi pour donner une prime de départ pour inciter les Afro-Américains à s'implanter au Liberia. Retour initié par l'American Colonization Society (ACS) qui sous des couverts abolitionnistes était une entreprise de gestion sécuritaire de la population afro-américaine, l'hypocrisie fut dénoncée dès 1817 par James Forten et d'autres leaders de la communauté afro-américaine de Philadelphie comme Richard Allen et Absalom Jones,. Cette proposition renforçant l'action de l'ACS, est fustigée par William Whipper (en) qui lance une pétition, que signe et soutient Robert Purvis,.
Les liens avec la famille Forten seront soudés lorsque Robert et son frère Joseph épouseront chacun une des filles de James Forten (Harriet Forten (en) et Sarah Louisa Forten).

#### Les premiers engagements

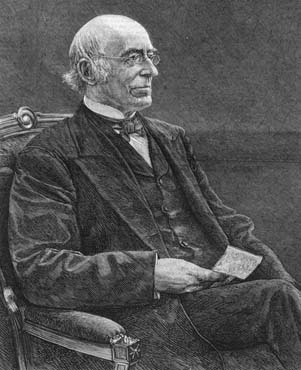
William Lloyd Garrison.

Robert Purvis soutient son épouse lorsqu'elle participe à la fondation de la Philadelphia Female Anti-Slavery Society (en) en 1833,.

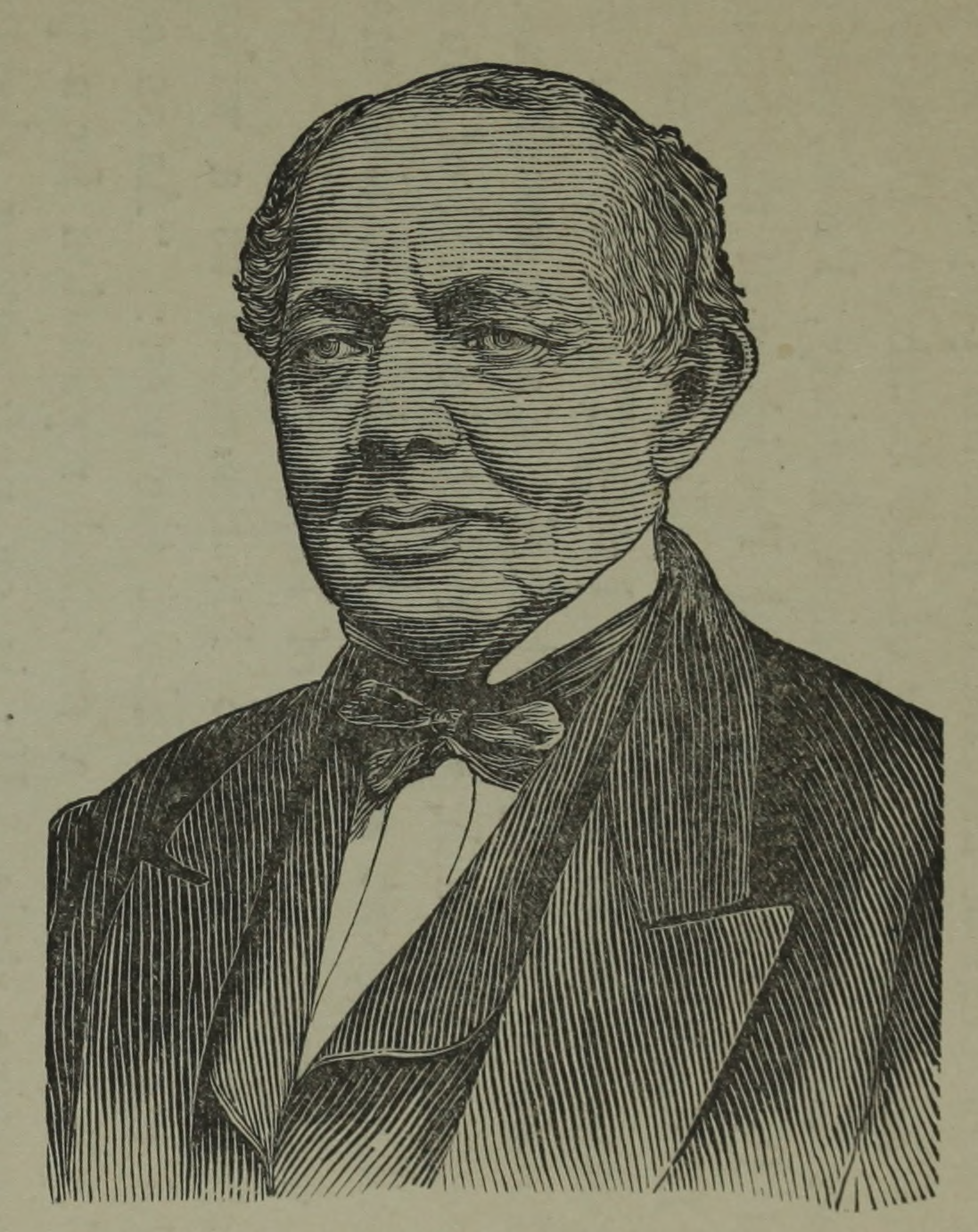
William Whipper.

Le couple Purvis achète une maison sise dans la Lombard Street de Philadelphie. Leur maison est ouverte à tous les militants abolitionnistes et ils y aménagent une cave pour cacher les esclaves fugitifs dans le cadre du réseau de l'Underground Railroad (chemin de fer clandestin). toujours dans ce cadre, ils achètent également deux fermes l'une à Bensalem Township et l'autre à Byberry, Philadelphia (en) qui serviront également de cache pour les esclaves fugitifs,.
La même année, lui et James Forten rencontrent William Lloyd Garrison et Theodore Dwight Weld qui viennent de fonder en 1833 l'American Anti-Slavery Society. James Forten et Robert Purvis décident de financer The Liberator (newspaper), hebdomadaire fondé en 1831 qui devient le journal de l'American Anti-Slavery Society,,.

#### Un voyage en Angleterre
En 1834, Robert Purvis désire se rendre en Angleterre pour présenter ses arguments contre l'implantation d'Afro-Américains en Afrique. Il fait valoir que n'étant pas citoyen américain il n'a pas de passeport pour s'y rendre en tant qu'Américain. Sa notoriété est telle que le président Andrew Jackson intervient, faisant de Robert Purvis, probablement le premier Afro-Américain à obtenir un passeport. Son voyage qui devait se faire sur un navire de la Cope Brothers Company fut annulé car un passager du nom de Bernard Carter refusait de voyager aux côtés d'un Noir. Robert Purvis prend un autre bateau ;, sur le retour il prend le même bateau que Bernard Carter, ce dernier prend Robert Purvis pour un Blanc, l'invite à entrer dans son cercle de sudistes et à danser avec leurs femmes, arrivé au port de New York, Robert Purvis révèle qu'il est un Afro-Américain ridiculisant ainsi Bernard Carter devant les passagers. Durant son séjour en Angleterre, Robert Purvis visite différentes villes, Manchester, Oxford et Londres, où il rencontre des leaders de la cause abolitionniste tels Joseph Sturge (en), George Thompson, Daniel O'Connell, Thomas Foxwell Buxton, et d'autres. En visite en Écosse, il se rend à Glasgow où il tient une conférence à la Female Antislavery Society et profite de l'occasion pour rencontrer des descendants de ses ancêtres.

#### Retour à Philadelphie, la confrontation au racisme

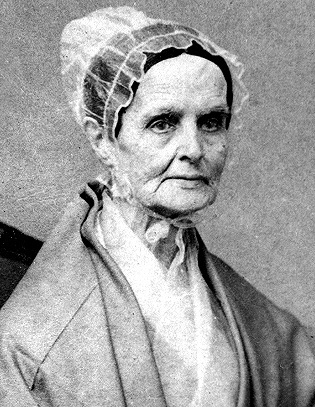
Lucretia Mott.

En août 1837, il fonde la Vigilant Association of Philadelphia (en) qui a pour but de collecter des fonds pour venir en aide aux esclaves fugitifs, qui fera de Philadelphie une étape importante de l'Underground Railroad,.
En 1838, avec James Mott (en), Lucretia Mott, et John C. Bowers (en), Robert Purvis fonde la Pennsylvania Anti-Slavery Society (en), organisation mixte comprenant des Blancs et des Noirs.
La même année, la Pennsylvanie décide de réviser sa constitution, notamment en restreignant le droit de vote aux seuls Blancs, ce qui était une retour en arrière puisque sous la pression des Quakers, la Pennsylvanie était passée d'un vote censitaire à un vote universel pour les hommes qu'ils soient de couleur ou Blancs. Robert Purvis lance une pétition connue sous le nom de Appeal of Forty Thousand Citizens, Threatened with Disfranchisement, to the People of Philadelphia  (Appel des quarante mille citoyens, menacés de privation du droit de vote, aux habitants de Philadelphie)  ou plus simplement l'Appel des quarante mille citoyens. Par cet appel, Robert Purvis dénonce cette privation du droit de vote en faisant références aux valeurs fondatrices des États-Unis, qu'elle est contraire aux valeurs chrétiennes, Il rappelle également que la Pennsylvanie est la terre ou fut créée la première société antiesclavagiste du monde, la Pennsylvania Abolition Society à Philadelphie le 14 avril 1775, puis il montre, sources à l'appui, les contributions des Afro-Américains aux développement économique et culturel de la Pennsylvanie, il souligne la soumission de la Pennsylvanie aux États esclavagistes pour obtenir on ne sait quelles faveurs, enfin il leur abjure de renoncer à ce projet car ne pouvant que durcir les tensions raciales. 
Rien n'y fait le 9 octobre 1838, la réforme passe à une faible majorité de 113 971 voix contre 112 759 voix. Des Afro-Américains manifestent alors pour obtenir l'annulation de cet article, cela déclenche des émeutes de Blancs qui incendient le Pennsylvania Hall (Philadelphia) (en), lieu de réunions et de conférences des abolitionnistes. Régulièrement des Blancs font le siège de la maison de Robert Purvis, menaçant d'incendier sa maison et ses occupants, tant et si bien qu'en 1842, il doit emménager à Byberry dans les environs de Philadelphie pour se mettre à l'abri lui et sa famille. Il y fera construire une ferme en 1846,,,,. 
Si Robert Purvis a échappé à la fureur des voyous blancs, en revanche, il n'échappa pas au racisme, les écoles locales obligent ses enfants à se mettre à part et sont plus punis que les autres, au point que Robert Purvis déposera en 1848, une plainte auprès des services chargés de la scolarité. Son action aboutit, les services communaux autorisent les enfants de couleur à fréquenter les écoles de façon normale, Robert Purvis a réussi la déségrégation scolaire. En tant que fermier, il élève entre autres des poulets, et a même remporté des prix sur la qualité de son élevage, et pourtant la Philadelphia Chicker Fanciers refuse d'acheter ses poulets. Un de ses fils se voit refuser l'entrée d'un musée au prétexte de sa couleur.
Le 18 septembre 1850 est promulgué par le Congrès le Fugitive Slave Act qui autorise les agents des propriétaires d'esclaves et tous les officiels à arrêter toute personne suspectée d’être un esclave fugitif, sans que son propriétaire n’ait à prouver sa possession. Loi qui punit toute personne aidant un fugitif en lui fournissant des soins ou même de la nourriture d'une peine de six mois d’emprisonnement et d’une amende pouvant aller jusqu’à 1 000 $,. immédiatement Robert Purvis va détruire les registres de la Vigilant Association of Philadelphia, pour qu'on ne retrouve ni le nom des passeurs, ni le nom des endroits de refuge. Le 17 octobre 1850, lors d'une réunion de la Pennsylvania Abolition Society, où il fustige cette loi inique, que c'est la plus grande douleur qu'il ait pu ressentir.

#### Par delà la couleur
Robert Purvis va s'opposer à toute ligne d'action fondée sur la couleur de la peau. Invité en 1840 avec William Whipper à participer à une réunion ayant pour thème la Réforme sociale des citoyens de couleur, ils s'opposent à créer des sociétés exclusivement Afro-Américaines, au contraire Robert Purvis affirme que c'est en ralliant le plus de Blancs possible que la cause de l'émancipation des Afro-Américains et l'obtention de l'égalité des droits civiques pourra se faire. Ce à quoi David Ruggles (en) lui rétorque que les opprimés doivent trouver par eux-mêmes les moyens de leur liberté. Les oppositions entre ces deux positions vont se durcir. En 1853, Frederick Douglass se sépare de l'American Anti-Slavery Society, quitte la rédaction du Liberator pour créer en 1847 un nouveau journal The North Star. Leur brouille quant à la coopération avec les Blancs va atteindre un sommet lorsque Frederick Douglass lors d'un meeting va qualifier Robert Purvis d'être un ennemi des gens de couleur.

#### L'amertume
En mars 1857, la Cour suprême des États-Unis rend un arrêt historique concernant l'affaire Scott v. Sandford, qui déclare qu'un Noir, dont les ancêtres ont été amenés aux États-Unis et vendus comme esclaves, qu'il soit réduit en esclavage ou libre, ne pouvait être un citoyen américain et ne pouvait pas exercer une action en justice devant les tribunaux fédéraux, et que le gouvernement fédéral n'avait pas le pouvoir de réglementer l'esclavage dans les territoires fédéraux acquis après la création des États-Unis,,. C'est un coup de tonnerre dans les milieux abolitionnistes, il en réclament à la Constitution, Robert Purvis déclare lors d'une réunion publique : « Je suis un homme libre et je déclare sans ambiguïté aucune que le gouvernement des États-Unis, tel qu'il est dans sa composition et sa structure ainsi que dans ses actions, est des plus ignobles, des plus insensés et des plus atroces despotisme que l'on ai jamais vu sur terre. ». En 1860, à la réunion annuelle de la Pennsylvania Anti-Slavery Society (en), il dit : « Ce gouvernement n'est pas le mien ». Il refuse un poste au Tribunal de Philadelphie, où il paie régulièrement des cautions pour gens qui ont sacrifié leur vie pour la liberté des fugitifs. Il ne pardonne plus rien aux abolitionnistes blancs qui présentent Thomas Jefferson comme un anti-esclavagiste il leur rappelle que lui, tout comme George Washington possédaient des esclaves.

#### La guerre de Sécession, l'espoir
Comme beaucoup d'Afro-Américains, Robert Purvis voit dans la guerre de Sécession l'espoir de trouver enfin un terme à l'esclavage et de reconnaissance des droits des Afro-Américains en tant que citoyens des États-Unis. Mais il déchante quand il voit les hésitations de l'armée de l'Union à accepter des Afro-Américains dans ses rangs. Il faut attendre 1862, pour que le général David Hunter franchisse le pas en constituant la première unité militaire afro-américaine le 1st South Carolina Volunteers,, il est suivi par d'autres généraux de l'Union tels que Augustus Louis Chetlain, Lorenzo Thomas, Benjamin Franklin Butler (homme politique),. C'est avec la Proclamation d'émancipation promulguée par Abraham Lincoln le 1er janvier 1863  qu'enfin s'ouvrent officiellement les portes de l'armée de l'Union aux Afro-Américains,. Mais il existe des discriminations sur le montant de la solde et les frais de vêture, contre lesquelles Robert Purvis va s'insurger, elles cesseront en 1864,.
En 1867, Robert Purvis va s'opposer à son ami William Still lorsque ce dernier l'invite à devenir membre de la Social, Civil and Statistical Association dont le but est de faire un état des lieux concernant la situation des Afro-Américains de Philadelphie après la fin de la guerre et les conséquences de la promulgation du Treizième amendement de la Constitution des États-Unis du 6 décembre 1865 abolissant l'esclavage, de définir les besoins en termes d'égalité des chances et des droits en vue des débats préparant l'élaboration du Quatorzième amendement de la Constitution des États-Unis devant donner aux Afro-Américains l'égalité des droits civiques et qui sera promulgué en 1868. Or si Robert Purvis est d'accord avec l'objectif, en revanche, il désavoue le fait que soit une société uniquement composée d'Afro-Américains, il réitère son refus de toute organisation ségréguée lorsque cela n'est pas utile, il fait ressortir que le fondement du gouvernement Républicain actuel est : « L'égalité des droits pour tous les hommes au nom de leur commune appartenance à l'humanité. »,.

#### Émancipation des Femmes et des Afro-Américains, même combat

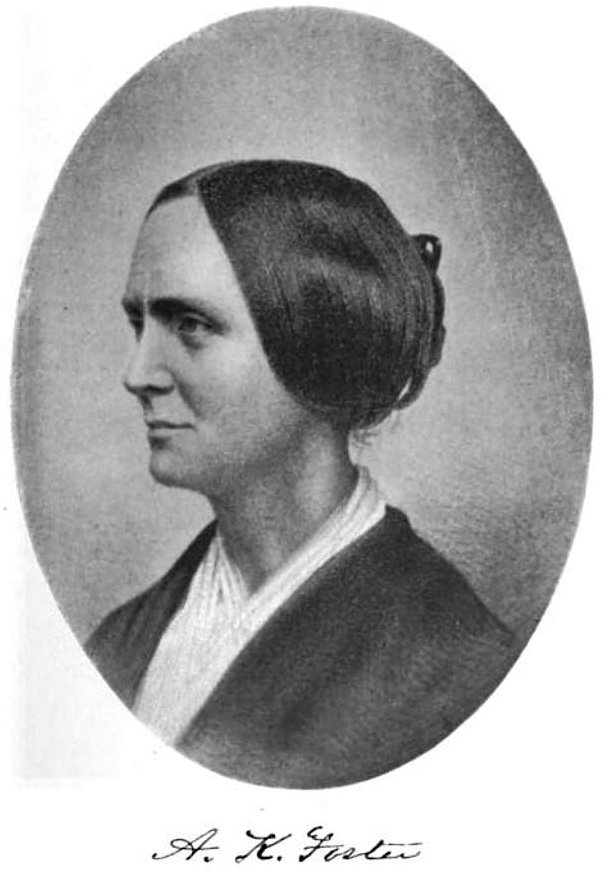
Portrait et signature d' Abby Kelley Foster publié en 1899.

Son engagement aux côtés des suffragettes date de 1840, lorsque des membres de l'American Anti-Slavey Society s'opposent à la présence de d'Abby Kelley parce que femme, il prend sa défense.
En 1866, Robert Purvis est avec son épouse l'un des fondateurs de American Equal Rights Association (AERA) de New York qui se donne pour mission d’œuvrer pour lier le combat du droit de vote pour les Afro-Américains et des femmes. La même année, il devient le premier vice-président de la  Woman's Suffrage Society, fondée par son amie la suffragette Lucretia Mott,,,,.
En 1869, après l'adoption du XIIIe amendement de la Constitution américaine adopté par le Congrès le 6 décembre 1865, suivi du Quatorzième amendement de la Constitution des États-Unis de 1868, accordant la citoyenneté à toute personne née ou naturalisée aux États-Unis et interdisant toute restriction à ce droit, et à la veille de la promulgation du Quinzième amendement de la Constitution des États-Unis, qui est discuté au Congrès visant à garantir le droit de vote à tous les citoyens des États-Unis, Robert Purvis est invité par Elizabeth Cady Stanton à participer à la Convention de la National Woman Suffrage Association (NWSA). Robert Purvis est l'un des rares hommes afro-américains à se faire l'avocat des droits des femmes, contrairement à des femmes afro-américaines comme Harriet Tubman qui ont lié l'émancipation des Afro-Américains à celle des femmes.
Avec la promulgation en 1869 du Quinzième amendement de la Constitution des États-Unis, l'union entre féministes et abolitionnistes se fissure. La majorité des abolitionnistes se satisfaisant que les gens de couleur aient pu obtenir le droit de vote et les féministes faisant remarquer que ce droit de vote ne concernait que les hommes. Seul Robert Purvis et quelques autres, continuent l'union des causes, il dira même : « qu'il préférait que son fils ne soit pas affranchi jusqu'à ce que sa sœur soit libérée de la double malédiction de la couleur et du sexe. ». Toujours en 1869, lors d'une réunion American Equal Rights Association, il réitère sa position que sa fille a tout autant besoin de voter que son fils. Frederick Douglass lui rétorque que le droit de vote des Afro-Américains était une question de vie ou de mort et Frances Harper lui dit également que la question de la race prime sur la question du genre. Robert Purvis, bien que solitaire aussi bien en tant qu'homme qu'en tant qu'afro-Américain, maintiendra sa position toute sa vie.

#### Deuil, réconfort et réconciliation
En 1875, alors que Robert Purvis est à Washington (district de Columbia) comme administrateur de la Freedmen's Bank, son épouse et compagne de route, Harriet Forten décède des suites de la tuberculose, qui avait déjà emporté deux de leurs enfants. Durement éprouvé, il est soutenu par ses voisins de Byberry, c'est ainsi qu'il fait la connaissance de Tacy Townsend, de 17 ans sa cadette, une Blanche quaker et poète qui était proche d'Harriet. Ils tombent amoureux et vont discrètement se marier en 1878 pour échapper aux remarques quant à un mariage mixte. Tacy Townsend va soutenir Robert Purvis pour qu'il continue son activité de militant,.
Ses amis décèdent William Lloyd Garrison en 1879 et Lucretia Mott en 1880.
Robert Purvis se réconcilie avec Frederick Douglass lors des funérailles de William Lloyd Garrison et travaillent ensemble pour développer la Freedmen's Bank.
Jusqu'à la fin de sa vie, Robert Purvis continuera ses interventions en faveur du droit des femmes et des Afro-Américains.

### Vie personnelle
Le 13 septembre 1831, il épouse Harriet Forten la fille de James Forten. Le couple donne la naissance à huit enfants : William Purvis, Joseph Parrish Purvis, Harriet Purvis, Charles Burleigh Purvis, Henry Purvis, Robert Purvis Jr., Granville Sharp Purvis et Georgianna Purvis,,.
Après la mort d'Harriet Forten en 1875,  Robert Purvis épouse un quaker blanche Tacy Townsend le 5 mars 1878,.
Le 7 janvier 1838, son frère Joseph Purvis épouse Sarah Louisa Forten.
Robert Purvis décède le 15 avril 1898 des suites d'un  accident vasculaire cérébral à l'âge de quatre-vingt-huit ans,.
Lors de son éloge funèbre, Isaiah Wears dit à son sujet : « C'était un grand homme, jamais dans ses plaidoiries des droits de l'homme, on a entendu de sa part une revendication d'une reconnaissance de la race, mais en revanche, il a préconisé un oubli de toutes les idées raciales, au profit d'une reconnaissance des droits de l'humanité sans distinction de race, de couleur ou de condition sociale. ».
Robert Purvis repose au Fair Hill Burial Ground (en) de Philadelphie, aux côtés de son épouse.